# Championnats de France d'athlétisme 1911
Navigation
Championnats 1910 Championnats 1912
Les Championnats de France d'athlétisme 1911 ont eu lieu le 18 juin 1911 à Colombes. L'épreuve du 10 000 mètres se déroule le 20 août 1911 à Marseille.

## Palmarès
| Discipline                 | Athlète                  | Performance  |
| -------------------------- | ------------------------ | ------------ |
| 100 m                      | Pierre Failliot          | 11 s 4       |
| 200 m                      | Pierre Failliot          | 22 s 6       |
| 400 m                      | Pierre Failliot          | 50 s 6       |
| 800 m                      | Joseph Caulle            | 1 min 59 s 0 |
| 1 500 m                    | Henri Arnaud             | 4 min 4 s 4  |
| 10 000 m                   | Jean Bouin               | 35 min 1 s 4 |
| 110 m haies                | Maurice Meunier          | 16 s 6       |
| 400 m haies                | Henri Meslot             | 59 s 6       |
| Steeple                    | Louis Bonniot de Fleurac | 13 min 6 s 6 |
| Saut en hauteur            | Géo André André Labat    | 1,80 m       |
| Saut en hauteur sans élan  | Géo André                | 1,47 m       |
| Saut à la perche           | Maurice Garon            | 3,30 m       |
| Saut en longueur           | Paul Lagarde             | 6,50 m       |
| Saut en longueur sans élan | Alfred Motté             | 3,28 m       |
| Lancer du poids            | André Tison              | 12,68 m      |
| Lancer du disque           | André Tison              | 39,18 m      |